# کار درست را بکن
کار درست را بکن (به انگلیسی: Do the Right Thing) فیلمی ۱۲۰ دقیقه‌ای به کارگردانی و بازی اسپایک لی محصول کشور ایالات متحده آمریکا است.

## داستان
«سال» (آیلو)، صاحب ایتالیائی، آمریکائی - آمریکائی یک پیتزا فروشی در بخشی از بروکلین، همراه با دو پسرش، «ویتو» (ادسن) و «پینو» (تورتورو)، آنجا را اداره می‌کند. «موکی» (اسپایک‌لی)، پیش خدمت سیاه‌پوست پیتزا فروشی، که با خواهرش، «جید» (جوئی‌لی) زندگی می‌کند، چندان تن به کار نمی‌دهد. در یک روز گرم، یکی از آدم‌های آشنای محلی، «باگین اوت» (اسپوزیتو) به پیتزا فروشی «سال» می‌رود و اعتراض می‌کند که چرا میان عکس‌هائی که او از افراد مشهور به دیوار مغازه‌اش نصب کرده، هیچ عکسی از سیاه‌پوستان سرشناس وجود ندارد. درگیری لفظی آن دو به سرانجامی ناگوار ختم می‌شود: «باگین اوت» سعی می‌کند ساکنان محل را وادار به تحریم پیتزا فروشی «سال» کند. تمام روز به درگیری میان آنان و مردم محل می‌گذارد، و با دخالت پلیس، یکی از تحریم‌کنندگان کشته می‌شود. حالا «موکی» بر سر دو راهی قرار گرفته‌است…

## نکته
* بدون شک پس از تماشای این فیلم که به خانواده‌های شش سیاه‌پوست کشته شده در درگیری‌های نیویورک تقدیم شده، می‌توان لی را به نژادپرستی متهم کرد! او چنان راه افراط را می‌پیماید که حتی به رسانه‌ای که خود با آن کار می‌کند نیز بی‌حرمتی روا می‌دارد: عکس‌های بزرگ‌ترین بازیگران سینما (رابرت دنیرو، آل پاچینو، فرانک سیناترا و…) که بر دیوار رستوران نصب شده‌اند به صرف نبودن عکس یک سیاه‌پوست در میان‌شان آتش زده می‌شوند و کارت پستالی از تنها عکس مشترک مارتین لوترکینگ و مالکوم ایکس، جایگزین همه آنها می‌شود! در حالی که لی خودش به صراحت جمله مالکوم ایکس مبنی بر اعمال خشونت را بر نصیحت صلح‌آمیز لوترکینگ ترجیح می‌دهد، دیگر لیلی بای مقایسه گفتار آن دو در پایان فیلم باقی نمی‌ماند؛ زیرا فیلم‌ساز پیشاپیش نظرش را تحمیل کرده‌است و این اعمال نظر مانع می‌شود که حتی بتوان با تیپ‌های متعدد فیلم احساس نزدیکی کرد.